# Ambtenaar van de burgerlijke stand
Een ambtenaar van de burgerlijke stand is een ambtenaar van een Nederlandse of Belgische gemeente, gerechtigd tot het opmaken van aktes van geboorten, huwelijken, geregistreerd partnerschappen en overlijden en toe te voegen aan de registers van de burgerlijke stand. De ambtenaar verwerkt ook zaken als echtscheidingen, adopties, naamswijzigingen en geslachtswijzigingen op de aktes.

## België
In Belgische gemeenten is hij de op een na belangrijkste ambtenaar na de algemeen directeur, en in de grotere gemeenten is hij meestal verantwoordelijk voor een staf van medewerkers. De diensten van de (ambtenaar van de) burgerlijke stand combineren ook de bevolkingsregisters, waarin in- en uitschrijvingen van inwoners van de gemeente worden geregistreerd. Ten slotte is de ambtenaar van de burgerlijke stand ook verantwoordelijk voor het opmaken van de kiezerslijsten voor de verkiezingen. Huwelijken worden in België voltrokken door de burgemeester of de schepenen van de gemeente, de ambtenaar van de burgerlijke stand acteren het huwelijk.
Daarnaast levert deze dienst, naast de geregistreerde akten, een heleboel officiële documenten af zoals identiteitskaarten en paspoorten, of documenten zoals adressenhistoriek, attest van gezinssamenstelling en het uittreksel van strafregister.
De Belgische Consuls (of speciaal tot vice-consul aangestelde ambtenaren die op consulaten te werk worden gesteld) hebben de bevoegdheid van ambtenaar van burgerlijke stand.

## Nederland
De wet onderscheidt de ambtenaar van de burgerlijke stand van een gemeente (ABS), en de buitengewoon ambtenaar van de burgerlijke stand (BABS). De BABS wordt in populair taalgebruik wel trouwambtenaar genoemd. ABS kan slechts zijn een ambtenaar in dienst van die gemeente of een andere gemeente. BABS kan mede zijn een persoon die geen ambtenaar in gemeentelijke dienst is. 
De BABS wordt door de gemeente benoemd en door de rechter beëdigd. De benoeming is vaak voor bepaalde tijd. Een BABS kan door meerdere gemeenten worden benoemd. Een bruidspaar kan niet alleen vaak een bestaande BABS kiezen, maar ook iemand anders: benoeming als BABS is ook mogelijk voor de voltrekking van één enkel huwelijk of geregistreerd partnerschap. Zo'n BABS is bijvoorbeeld een familielid, een vriend(in), of een bekende Nederlander die deze dienst aanbiedt. Soms is er ook een ABS aanwezig die erop toeziet dat het officiële gedeelte volgens de regels verloopt.
In Nederland wordt een ambtenaar van de burgerlijke stand die weigert mensen van hetzelfde geslacht te huwen, een weigerambtenaar genoemd. In 2014 is de weigerambtenaar verleden tijd geworden, nadat de eerste kamer voor afschaffing stemde.